# Stazione meteorologica di Rosarno
La stazione meteorologica di Rosarno è la stazione meteorologica di riferimento relativa alla città di Rosarno.

## Medie climatiche ufficiali

### Dati climatologici 1940-2020
In base alla media storica di riferimento (1940-2020), la temperatura media del mese più freddo, gennaio, si attesta a +10,2 °C; quella del mese più caldo, agosto, è di +25,0 °C. La temperatura media annua si attesta a +17,8 °C.

| Rosarno (1940-2020) | Mesi | Mesi | Mesi | Mesi | Mesi | Mesi | Mesi | Mesi | Mesi | Mesi | Mesi | Mesi | Stagioni | Stagioni | Stagioni | Stagioni | Anno |
| Rosarno (1940-2020) | Gen  | Feb  | Mar  | Apr  | Mag  | Giu  | Lug  | Ago  | Set  | Ott  | Nov  | Dic  | Inv      | Pri      | Est      | Aut      | Anno |
| ------------------- | ---- | ---- | ---- | ---- | ---- | ---- | ---- | ---- | ---- | ---- | ---- | ---- | -------- | -------- | -------- | -------- | ---- |
| T. media (°C)       | 10,2 | 10,7 | 12,1 | 14,8 | 18,0 | 22,1 | 24,7 | 25,0 | 22,5 | 19,0 | 14,9 | 11,4 | 10,8     | 15,0     | 23,9     | 18,8     | 17,1 |
| Precipitazioni (mm) | 111  | 92   | 83   | 63   | 49   | 26   | 17   | 22   | 56   | 104  | 126  | 127  | 330      | 195      | 65       | 286      | 876  |

## Valori estremi

### Temperature estreme mensili dal 1940 ad oggi
Nella tabella sottostante sono riportate le temperature massime e minime assolute mensili, stagionali ed annuali dal 1940 ad oggi, con il relativo anno in cui si queste si sono registrate. La massima assoluta del periodo esaminato di +43,5 °C risale al 27 giugno 1982, mentre la minima assoluta di -5,6 °C è del 18 febbraio 2008.
| Rosarno (1940-2023)   | Mesi        | Mesi        | Mesi        | Mesi        | Mesi        | Mesi        | Mesi        | Mesi        | Mesi        | Mesi        | Mesi        | Mesi        | Stagioni | Stagioni | Stagioni | Stagioni | Anno |
| Rosarno (1940-2023)   | Gen         | Feb         | Mar         | Apr         | Mag         | Giu         | Lug         | Ago         | Set         | Ott         | Nov         | Dic         | Inv      | Pri      | Est      | Aut      | Anno |
| --------------------- | ----------- | ----------- | ----------- | ----------- | ----------- | ----------- | ----------- | ----------- | ----------- | ----------- | ----------- | ----------- | -------- | -------- | -------- | -------- | ---- |
| T. max. assoluta (°C) | 24,1 (2021) | 25,6 (1990) | 31,5 (1952) | 32,3 (1990) | 36,2 (2020) | 43,5 (1982) | 41,4 (2007) | 42,7 (1957) | 38,5 (1988) | 34,0 (2020) | 31,1 (1990) | 26,2 (2014) | 26,2     | 36,2     | 43,5     | 38,5     | 43,5 |
| T. min. assoluta (°C) | −4,6 (2002) | −5,6 (2008) | −5,0 (1948) | −0,9 (1943) | 4,3 (1943)  | 8,0 (2005)  | 10,4 (1943) | 12,5 (2014) | 6,8 (2018)  | 4,0 (2011)  | −1,9 (2005) | −5,0 (1945) | −5,6     | −5,0     | 8,0      | −1,9     | −5,6 |